# Cephaloscyllium signourum
Cephaloscyllium signourum е вид пилозъба акула от семейство Scyliorhinidae.

## Разпространение и местообитание
Видът е разпространен в Австралия (Куинсланд).
Обитава морета и рифове. Среща се на дълбочина от 480 до 700 m.

## Описание
На дължина достигат до 74,1 cm.